# Кихтівська сільська рада
Кихтівська сільська рада — колишня адміністративно-територіальна одиниця та орган місцевого самоврядування у Чуднівському районі Бердичівської округи, Вінницької і Житомирської областей Української РСР з адміністративним центром у селі Кихті.

## Населені пункти
Сільській раді на час ліквідації були підпорядковані населені пункти:
- с. Кихті
- с. Рижів

## Історія та адміністративний устрій
Створена 4 вересня 1928 року в с. Кихті Дриглівської сільської ради Чуднівського району Бердичівської округи. Станом на 1 жовтня 1941 року на обліку значиться хутір Кихті, котрий, на 1 вересня 1946 року, не перебуває на обліку населених пунктів.
Станом на 1 вересня 1946 року сільська рада входила до складу Чуднівського району Житомирської області, на обліку в раді перебувало с. Кихті.
11 серпня 1954 року, внаслідок виконання указу Президії Верховної ради Української РСР «Про укрупнення сільських рад по Житомирській області», до складу ради приєднано с. Рижів ліквідованої Рижівської сільської ради Чуднівського району.
Ліквідована 5 березня 1959 року, відповідно до рішення Житомирського ОВК № 161 «Про ліквідацію та зміну адміністративно-територіального поділу окремих сільських рад області», територію та населені пункти приєднано до складу Дриглівської сільської ради Чуднівського району Житомирської області.